# Пъкуюл луй Соаре
Пъкуюл луй Соаре (на румънски: Păcuiul lui Soare) е остров на Румъния в река Дунав, на около 15 километра североизточно от Силистра срещу селището Остров в Северна Добруджа.
Разкопките на острова през 1957 година и след това разкриват останките на крепост, която по размери (2,5 ха) може да се сравнява с т.нар. Вътрешен град на Плиска. В начина на градеж на стените, плана и устройството на кулите и други архитектурни и строителни характеристики крепостта на острова показва значителни сходства с тези в Плиска, Омуртаговия аул при с. Хан Крум и други прабългарски укрепления. Върху каменните блокове на крепостта и по други предмети се срещат и прабългарски писмени знаци, подобни на орхонските, определяни като рунни.
Някои историци локализират дома на Дунав, споменат в Търновския надпис на хан Омуртаг, на остров Пъкуюл луй Соаре. Изказвани са и хипотези, че крепостта на острова е била база за Дунавската флотилия на Първото българско царство, с която през 820-те години българите стигнали до Панония.
Румънските учени приемат, че се отнася за византийско укрепление, завладяно впоследствие от прабългарите.
Крепостта запазва своето значение до края на 14 век.